# Keispelt
Keispelt är en ort i Luxemburg.   Den ligger i distriktet Luxemburg, i den centrala delen av landet, 10 kilometer norr om huvudstaden Luxemburg. Keispelt ligger 376 meter över havet och antalet invånare är 567.
Terrängen runt Keispelt är platt västerut, men österut är den kuperad. Keispelt ligger uppe på en höjd.  Runt Keispelt är det mycket tätbefolkat, med 1 135 invånare per kvadratkilometer.. Närmaste större samhälle är Luxemburg, 10,2 kilometer söder om Keispelt. 
I omgivningarna runt Keispelt växer i huvudsak blandskog.